# Jan Alois Hanke
Jan Alois Hanke (auch Johann Nepomuk Aloys Hanke von Hankenstein, Jan Nepomuk Alois Hanke z Hankenštejna) (* 24. Mai 1751 in Holleschau, Mähren; † 26. März 1806 in Proßnitz) war ein mährischer Aufklärer, Historiker, Schriftsteller und Humanist.

## Leben
Hanke studierte auf dem Gymnasium der Piaristen in Kroměříž und später in Olmütz. Nach dem Studium der Rechte, Geschichte und Philologie an der Universität Wien, ernannte man ihn 1777 zum Konservator und 1785 zum Bibliothekar an der Universität Olmütz. 1773 war er kurz als Verwalter auf dem Gut der Gräfin Kobenzlová tätig. Er unterrichtete tschechische Sprache an der Adelsakademie. Ende der 80er Jahre vertraute man ihm die Verwaltung der Bücher an, die aus geschlossenen Klöstern stammten. Seit  1791 im Ruhestand, wurde Hanke 1796 in den Adelsstand erhoben.

## Person
Der tschechische Historiker Arne Novák schrieb über ihn „er verfolgte in seinen Schriften immer die humanistisch-praktischen Ziele im Geist des mährischen Patriotismus und freundschaftlicher Menschenliebe …“ Er war sprachbegabt und stach mit einem sehr breiten Allgemeinwissen hervor. Durch seinen Arbeitseifer wurde er einer der führenden Vertreter der Aufklärung des späten 18. Jahrhunderts in Mähren. Als solcher gehört er dem Bund der Illuminaten und der Brünner Freimaurerloge „Zu den wahren vereinigten Freunden“ an.

## Werke
Zu seinen wichtigsten Werken gehört das deutsch geschriebene Buch Empfehlung der böhmischen Sprache und Litteratur (Wien 1783, urn:nbn:de:bvb:12-bsb10589471-8) und die Herausgabe der Bibliothek der Mährschen [sic!] Staatskunde (Wien 1786).
Er beschäftigte sich in seinen Büchern mit aktuellen Fragen der Aufhebung der Leibeigenschaft und der Fronarbeit sowie mit wirtschaftlichen Themen. Diese wurden mit weiteren Mitgliedern in ausländischen Gelehrtenzirkeln diskutiert.